# Campeonato Nacional de Martinica
El Campeonato Nacional de Martinica es la liga principal de Martinica. Fue fundado en 1919, y participan 14 equipos en la competición.
Desde la temporada 2002/03, los equipos de Martinica no participan en el Campeonato de Clubes de la CFU ni en la Liga de Campeones de la Concacaf.

## Temporada 2022-23
| Equipo             | Ciudad         | Estadio                       |
| ------------------ | -------------- | ----------------------------- |
| AC Vert-Pré        | Le Robert      | Leon Duchamps                 |
| Aiglon du Lamentin | Le Lamentin    | Georges Gratiant              |
| AS Samaritaine     | Sainte-Marie   | Claude Gélie                  |
| Assaut             | Saint-Pierre   | Paul Pierre-Charles           |
| Case-Pilote        | Case-Pilote    | Omer-Kromwell                 |
| Club Colonial      | Fort-de-France | Pierre Aliker                 |
| Club Franciscain   | Le François    | Complejo Deportivo de Trianon |
| Club Péléen        | Le Morne-Rouge | Georges Charles Alfred        |
| CO Trénelle        | Fort-de-France | Pierre Aliker                 |
| Golden Lion        | Saint-Joseph   | Henri Murano                  |
| Golden Star        | Fort-de-France | Pierre Aliker                 |
| Good Luck          | Fort-de-France | Louis Achille                 |
| New Club           | Petit-Bourg    | Herman Panzo                  |
| RC Saint-Joseph    | Saint-Joseph   | Henri Murano                  |
| US Diamantinoise   | Le Diamant     | Estadio Armand Ribier         |
| US Robert          | Le Robert      | Georges Spitz                 |

## Palmarés
| Temporada | Campeón                         |
| --------- | ------------------------------- |
| 1919      | Intrépide de Fort-de-France     |
| 1920      | Club Colonial                   |
| 1921      | Club Colonial                   |
| 1922      | Club Colonial                   |
| 1923      | Club Colonial                   |
| 1924      | Club Colonial                   |
| 1925      | Intrépide de Fort-de-France     |
| 1926      | Club Colonial                   |
| 1927      | Golden Star de Fort-de-France   |
| 1928      | Golden Star de Fort-de-France   |
| 1929      | Golden Star de Fort-de-France   |
| 1930      | Club Colonial                   |
| 1931      | Club Colonial                   |
| 1932      | Stade Spiritain de Saint-Esprit |
| 1933      | Intrépide de Fort-de-France     |
| 1934      | Cancelado                       |
| 1935      | Club Colonial                   |
| 1936      | Golden Star de Fort-de-France   |
| 1937      | Golden Star de Fort-de-France   |
| 1938      | Club Colonial                   |
| 1939      | Golden Star de Fort-de-France   |
| 1940      | Club Colonial                   |
| 1941      | Club Colonial                   |
| 1942      | Club Colonial                   |
| 1943      | Club Colonial                   |
| 1944      | Gauloise de Trinité             |
| 1945      | Good Luck FC                    |
| 1946      | Aigle Sportif de Fort-de-France |
| 1947      | Aigle Sportif de Fort-de-France |
| 1948      | Golden Star de Fort-de-France   |
| 1949      | Club Colonial                   |
| 1949-50   | Gauloise de Trinité             |
| 1950-51   | Gauloise de Trinité             |
| 1951-52   | Golden Star de Fort-de-France   |
| 1952-53   | Golden Star de Fort-de-France   |
| 1953-54   | Golden Star de Fort-de-France   |
| 1954-55   | Gauloise de Trinité             |
| 1955-56   | Golden Star de Fort-de-France   |
| 1956-57   | Good Luck FC                    |
| 1957-58   | Golden Star de Fort-de-France   |
| 1958-59   | Golden Star de Fort-de-France   |
| 1959-60   | Stade Spiritain de Saint-Esprit |
| 1960-61   | Stade Spiritain de Saint-Esprit |
| 1961-62   | Golden Star de Fort-de-France   |
| 1962-63   | Assaut de Saint-Pierre          |
| 1963-64   | Club Colonial                   |
| 1964-65   | Club Colonial                   |
| 1965-66   | Assaut de Saint-Pierre          |
| 1966-67   | Assaut de Saint-Pierre          |
| 1967-68   | Assaut de Saint-Pierre          |
| 1968-69   | Eclair de Rivière Salée         |
| 1969/70   | Club Franciscain                |
| 1970/71   | CS Vauclinois                   |
| 1971/72   | Club Colonial                   |
| 1972/73   | Assaut de Saint-Pierre          |
| 1973/74   | CS Vauclinois                   |
| 1974/75   | AS Samaritaine                  |
| 1975/76   | Golden Star de Fort-de-France   |
| 1976/77   | Renaissance FC                  |
| 1977/78   | Renaissance FC                  |
| 1978/79   | Renaissance FC                  |
| 1979/80   | Gauloise de Trinité             |
| 1980/81   | AS Samaritaine                  |
| 1982      | RC Rivière-Pilote               |
| 1983      | Desconocido                     |
| 1983/84   | Aiglon du Lamentin FC           |
| 1984/85   | Olympique du Marin              |
| 1985/86   | Golden Star de Fort-de-France   |
| 1986/87   | Desconocido                     |
| 1987/88   | AS Excelsior                    |
| 1988/89   | AS Excelsior                    |
| 1989/90   | US Marinoise                    |
| 1990/91   | Aiglon du Lamentin FC           |
| 1991/92   | Aiglon du Lamentin FC           |
| 1992/93   | US Robert                       |
| 1993/94   | Club Franciscain                |
| 1994/95   | US Marinoise                    |
| 1995/96   | Club Franciscain                |
| 1996/97   | Club Franciscain                |
| 1997/98   | Aiglon du Lamentin FC           |
| 1998/99   | Club Franciscain                |
| 1999/00   | Club Franciscain                |
| 2000/01   | Club Franciscain                |
| 2001/02   | Club Franciscain                |
| 2002/03   | Club Franciscain                |
| 2003/04   | Club Franciscain                |
| 2004/05   | Club Franciscain                |
| 2005/06   | Club Franciscain                |
| 2006/07   | Club Franciscain                |
| 2007-08   | RC Rivière-Pilote               |
| 2008-09   | Club Franciscain                |
| 2009-10   | RC Rivière-Pilote               |
| 2010-11   | Club Colonial                   |
| 2011-12   | RC Rivière-Pilote               |
| 2012-13   | Club Franciscain                |
| 2013-14   | Club Franciscain                |
| 2014-15   | Golden Lion FC                  |
| 2015-16   | Golden Lion FC                  |
| 2016-17   | Club Franciscain                |
| 2017-18   | Club Franciscain                |
| 2018-19   | Club Franciscain                |
| 2019-20   | AS Samaritaine                  |
| 2020-21   | Golden Lion FC                  |
| 2021-22   | Golden Lion FC                  |
| 2022-23   | Golden Lion FC                  |
| 2023-24   | Club Franciscain                |
| 2024-25   | RC Saint-Joseph                 |

## Títulos por club
| Club                            | Ciudad         | Campeón | Años Campeón |
| ------------------------------- | -------------- | ------- | --- |
| Club Franciscain                | Le François    | 20      | 1970, 1994, 1996, 1997, 1999, 2000, 2001, 2002, 2003, 2004, 2005, 2006, 2007, 2009, 2013, 2014, 2017, 2018, 2019, 2024 |
| Club Colonial                   | Fort-de-France | 19      | 1920, 1921, 1922, 1923, 1924, 1926, 1930, 1931, 1935, 1938, 1940, 1941, 1942, 1943, 1949, 1964, 1965, 1972, 2011       |
| Golden Star de Fort-de-France   | Fort-de-France | 16      | 1927, 1928, 1929, 1936, 1937, 1939, 1948, 1952, 1953, 1954, 1956, 1958, 1959, 1962, 1976, 1986                         |
| Assaut de Saint-Pierre          | Saint-Pierre   | 5       | 1963, 1966, 1967, 1968, 1973                                                                                           |
| Gauloise de Trinité             | La Trinité     | 5       | 1944, 1950, 1951, 1955, 1980                                                                                           |
| Golden Lion FC                  | Saint-Joseph   | 5       | 2015, 2016, 2021, 2022, 2023                                                                                           |
| Aiglon du Lamentin FC           | Le Lamentin    | 4       | 1984, 1991, 1992, 1998                                                                                                 |
| RC Rivière-Pilote               | Rivière-Pilote | 4       | 1982, 2008, 2010, 2012                                                                                                 |
| Intrépide de Fort-de-France     | Fort-de-France | 3       | 1919, 1925, 1933 |
| Stade Spiritain de Saint-Esprit | Saint Esprit   | 3       | 1932, 1960, 1961 |
| Renaissance FC                  | Sainte Anne    | 3       | 1977, 1978, 1979 |
| AS Samaritaine                  | Sainte-Marie   | 3       | 1975, 1981, 2020 |
| Aigle Sportif de Fort-de-France | Fort-de-France | 2       | 1946, 1947 |
| Good Luck FC                    | Fort-de-France | 2       | 1945, 1957 |
| CS Vauclinois                   | Le Vauclin     | 2       | 1971, 1974 |
| AS Excelsior                    | Schoelcher     | 2       | 1988, 1989 |
| US Marinoise                    | Le Marin       | 2       | 1990, 1995 |
| Eclair de Rivière Salée         | Rivière Salée  | 1       | 1969 |
| Olympique du Marin              | Le Marin       | 1       | 1985 |
| US Robert                       | Le Robert      | 1       | 1993 |
| RC Saint-Joseph                 | Saint-Joseph   | 1       | 2025 |

## Clasificación histórica
- Clasificación histórica desde que llamó la División de Honor en la temporada 2008-09 hasta terminada temporada 2024-25 bajo el nombre de Régional 1.
- En color azul los equipos que disputan el Campeonato Nacional 2025-26.
- En color verde los equipos que disputan el Promoción de Honor 2025-26.
- En color amarillo los equipos que disputan el Promoción de Honor Regional 2025-26.
- Se juega 4 puntos por victoria, 2 por empate y 1 por derrota.

| N.º | Club                   | Temp. | P.D. | P.G. | P.E. | P.P. | G.F. | G.C. | Dif. | Puntos |
| --- | ---------------------- | ----- | ---- | ---- | ---- | ---- | ---- | ---- | ---- | ------ |
| 1   | Club Franciscain       | 17    | 409  | 266  | 87   | 56   | 912  | 366  | +546 | 1276   |
| 2   | Golden Lion FC         | 16    | 383  | 235  | 84   | 64   | 842  | 361  | +481 | 1171   |
| 3   | Club Colonial          | 16    | 383  | 197  | 105  | 82   | 638  | 354  | +285 | 1079   |
| 4   | Aiglon du Lamentin     | 17    | 409  | 192  | 96   | 121  | 666  | 484  | +182 | 1065   |
| 5   | Golden Star            | 16    | 394  | 126  | 117  | 149  | 504  | 527  | -23  | 883    |
| 6   | RC Rivière-Pilote      | 14    | 333  | 176  | 87   | 90   | 530  | 357  | +173 | 871    |
| 7   | Essor-Préchotain       | 14    | 333  | 115  | 106  | 112  | 485  | 485  | 0    | 776    |
| 8   | AS Samaritaine         | 13    | 305  | 125  | 82   | 98   | 463  | 374  | +89  | 748    |
| 9   | CS Case-Pilote         | 12    | 300  | 112  | 75   | 113  | 424  | 491  | -67  | 684    |
| 10  | US Robert              | 12    | 277  | 80   | 83   | 114  | 296  | 386  | -90  | 597    |
| 11  | US Diamantinoise       | 10    | 250  | 54   | 80   | 116  | 268  | 428  | -160 | 486    |
| 12  | RC Saint-Joseph        | 9     | 199  | 73   | 58   | 68   | 264  | 241  | +23  | 471    |
| 13  | ASC Emulation          | 9     | 234  | 58   | 61   | 115  | 221  | 366  | -145 | 449    |
| 14  | New Star Ducos FC      | 7     | 151  | 39   | 47   | 65   | 163  | 244  | -81  | 314    |
| 15  | Good Luck FC           | 6     | 152  | 36   | 41   | 71   | 178  | 273  | -95  | 301    |
| 16  | US Marinoise           | 5     | 130  | 25   | 35   | 70   | 105  | 199  | -94  | 239    |
| 17  | CO Trénelle            | 5     | 95   | 36   | 20   | 39   | 148  | 133  | +15  | 223    |
| 18  | AS New Club            | 5     | 126  | 26   | 26   | 74   | 130  | 262  | -132 | 223    |
| 19  | Assaut Saint-Pierre    | 5     | 106  | 29   | 22   | 55   | 121  | 187  | -66  | 215    |
| 20  | AC Vert-Pré            | 4     | 100  | 26   | 26   | 48   | 102  | 153  | -51  | 195    |
| 21  | RC Lorrain             | 5     | 99   | 21   | 29   | 51   | 103  | 163  | -60  | 191    |
| 22  | Club Peléen            | 3     | 74   | 34   | 14   | 26   | 125  | 105  | +20  | 190    |
| 23  | AS Étoile Basse-Pointe | 3     | 78   | 21   | 17   | 40   | 75   | 118  | -43  | 157    |
| 24  | US Riveraine           | 3     | 70   | 14   | 20   | 36   | 66   | 115  | -49  | 132    |
| 25  | Réveil-Sportif         | 3     | 67   | 21   | 15   | 31   | 78   | 101  | -23  | 131    |
| 26  | CS Bélimois            | 3     | 78   | 12   | 15   | 51   | 73   | 235  | -162 | 129    |
| 27  | Excelsior Schoelcher   | 2     | 52   | 13   | 6    | 33   | 52   | 139  | -87  | 96     |
| 28  | JS Eucalyptus          | 2     | 52   | 11   | 9    | 32   | 49   | 102  | -53  | 94     |
| 29  | UJ Monnerot            | 3     | 47   | 5    | 14   | 28   | 41   | 107  | -66  | 75     |
| 30  | Espoir Sainte-Luce     | 1     | 26   | 9    | 4    | 13   | 35   | 51   | -16  | 57     |
| 31  | Olympique Marin        | 2     | 32   | 4    | 9    | 19   | 25   | 60   | -35  | 53     |
| 32  | La Gauloise Trinité    | 1     | 26   | 3    | 11   | 12   | 21   | 46   | -25  | 46     |
| 33  | Anses Arlets FC        | 1     | 26   | 5    | 6    | 15   | 21   | 57   | -36  | 41     |
| 34  | Stade Spiritain        | 1     | 26   | 4    | 3    | 19   | 25   | 66   | -41  | 41     |
| 35  | Réal Tartane           | 1     | 26   | 4    | 2    | 20   | 27   | 87   | -60  | 40     |
| 36  | CS Vauclinois          | 1     | 26   | 3    | 3    | 20   | 25   | 73   | -48  | 38     |
| 37  | Éclair Rivière-Salée   | 1     | 18   | 2    | 2    | 14   | 11   | 51   | -40  | 24     |
| 38  | Inter Sainte-Anne      | 0     | 0    | 0    | 0    | 0    | 0    | 0    | 0    | 0      |
| 39  | AS Morne Des Esses     | 0     | 0    | 0    | 0    | 0    | 0    | 0    | 0    | 0      |